# Camillo Melzi D'Eril
Camillo Melzi D'Eril (Pisa, 6 gennaio 1851 – Firenze, 10 gennaio 1929) è stato un sismologo e ingegnere italiano.

## Biografia
Scienziato e sismologo, fu per un cinquantennio docente di matematica, scienze naturali e di lingua francese negli istituti scolastici dei barnabiti.
Da parte di padre, discendeva dal ramo dei conti palatini di Magenta dell'anticha famiglia milanese dei Melzi di Vaprio. Nella prima infanzia, studiò a casa, educato da precettori privati, ma a 9 anni, il 19 ottobre 1861, entrò con i fratelli Francesco e Ludovico nel regio collegio Carlo Alberto di Moncalieri, diretto dai barnabiti. Nel luglio 1868 sostenne l'esame di Stato nel liceo statale C. Beccaria di Milano. Intenzionato ad intraprendere la carriera religiosa, prese poi i voti semplici presso i barnabiti nel novembre 1869 e, dopo un tempo di apprendistato a Moncalieri, a Roma, il 20 dicembre 1873, venne ordinato sacerdote. Tornò quindi a Firenze, al collegio Alla Querce dei barnabiti, dove iniziò la sua lunga attività di docente.
Si dedicò alla didattica della matematica, per la quale scrisse numerosi libri, e alla microsismologia. Fu inventore del "tromometro" auto-fotografico, un tipo di sismografo a lenta oscillazione. Si interessò anche alla radiofonia sin dal 1907 e poi ottenne di impiantare al collegio un piccolo ricevitore radio. Nei suoi studi affrontò due secolari questioni: la data della morte di Cristo e quella della "visione" di Dante Alighieri che lo portò alla scrittura della Divina Commedia. Quest'ultima sfociò nel 1908 in una pubblicazione, in collaborazione con il confratello Giuseppe Boffito, sulla scoperta di un documento astronomico conosciuto da Dante. In un altro lavoro, attestò che la data della nascita di Cristo era il 14 Nisan (18 marzo) dell'anno 29 d.C.
Fu presidente della "Società astronomica italiana" con sede a Milano, fondata nel 1920 e vicepresidente della corrispondente società francese. Fu membro delle società meteorologiche e sismologiche italiane, oltre che direttore dell'osservatorio meteorologico dei barnabiti a Firenze, fino alla morte. Lasciò 49 opere edite.

## Archivio
Il Fondo Camillo Melzi D'Eril è conservato presso la Curia generalizia padri Barnabiti a Roma.